# Schuco
Schuco è un'azienda tedesca operante nel settore del modellismo.

## Storia

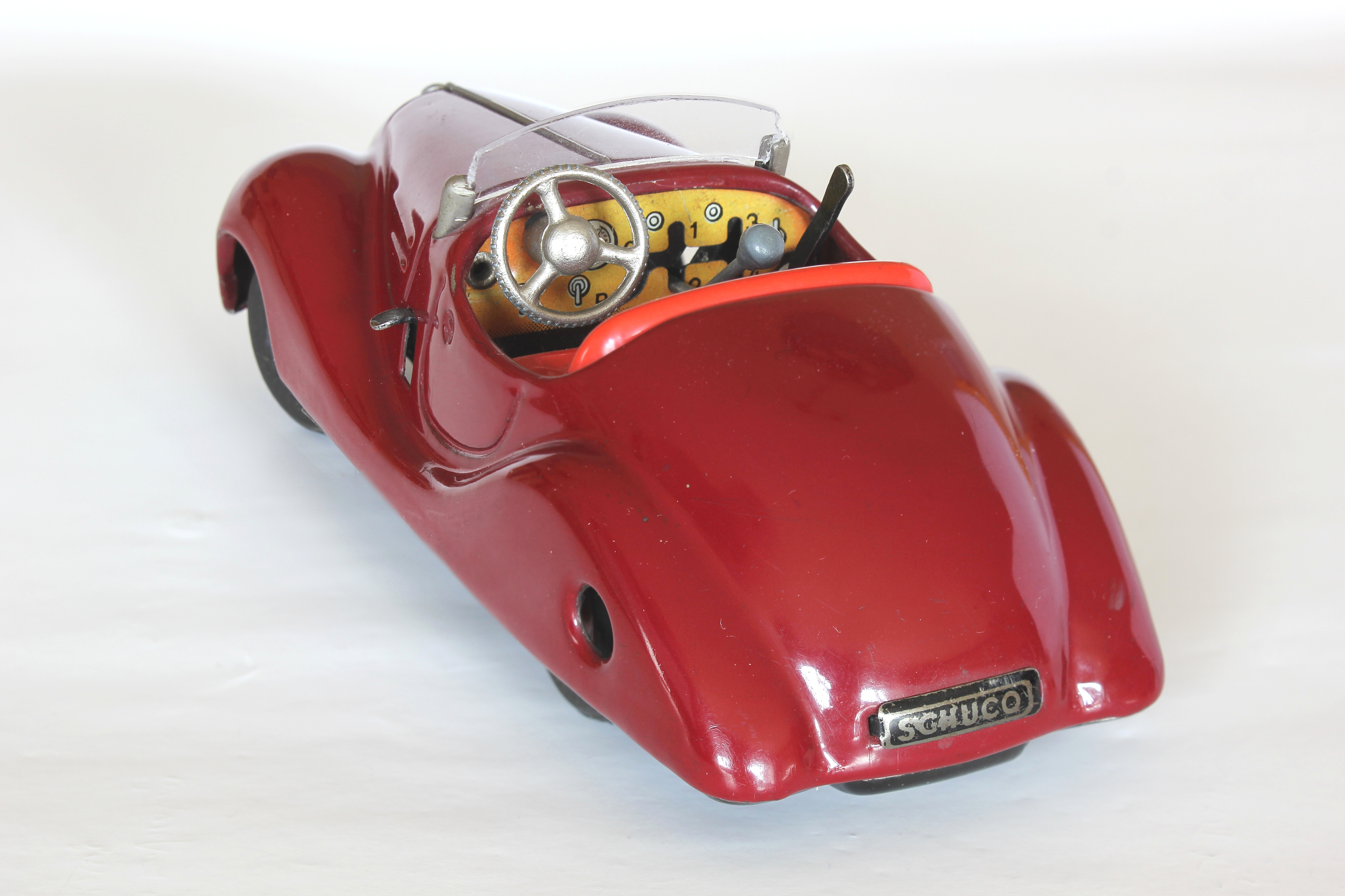
Schuco Examico 4001

La società fu creata nel 1912 a Norimberga da Heinrich Müller, appassionato di giocattoli - con al suo attivo numerosi brevetti e già dipendente della Bing - e dall'uomo d'affari Heinrich Schreyer.
Schreyer lasciò l'azienda nel 1918 e Adolf Kahn ne acquisì le azioni. Denominata in un primo tempo Spielzeugfirma "Schreyer & Co", assunse il più orecchiabile nome "Schuco" nel 1924, da Schreyer u. Co.
Inizialmente produceva giocattoli di latta, alcuni dotati di meccanismo a molla: del famoso uccellino meccanico chiamato "Pick pick" furono venduti venti milioni di esemplari.
In seguito fu utilizzata la plastica e, a partire dagli anni sessanta, la lega zamak per i modellini in pressofusione. Nei primi anni settanta uscirono automodelli in scala 1:43 di ottima fattura, appetiti anche dai collezionisti.
A causa di difficoltà finanziarie, l'azienda fallì nel 1976 e fu rilevata dall'inglese DCM. Dopo la chiusura di quest'ultima (1980), il marchio Schuco fu acquistato dalla tedesca GAMA.
Nel 1996 tornò indipendente dopo la vendita di Trix e Gama a Märklin, per passare nel 1999 dalla famiglia Mangold al Simba Dickie Group, attuale proprietario.
La Schuco ha acquisito nel 2009 la Schabak.